# Suvaja (Blace)
Pour les articles homonymes, voir Suvaja.
Suvaja (en serbe cyrillique : Суваја) est un village de Serbie situé dans la municipalité de Blace, district de Toplica. Au recensement de 2011, il comptait 56 habitants.

## Démographie
| 1948 | 1953 | 1961 | 1971 | 1981 | 1991 | 2002 | 2011 |
| ---- | ---- | ---- | ---- | ---- | ---- | ---- | ---- |
| 274  | 268  | 210  | 167  | 115  | 87   | 89   | 56   |

|  |